# Kęstas
Kęstas ist ein litauischer männlicher Vorname, abgeleitet von kęsti ("leiden"), Abkürzung von Kęstutis.

## Personen
- Kęstas Komskis (* 1963),  Politiker, Bürgermeister von Pagėgiai.